# ジョン・オーウェン・ブレナン
ジョン・オーウェン・ブレナン （英語: John Owen Brennan、1955年9月22日 - ）は、アメリカ合衆国の官僚。第5代中央情報局(CIA)長官、初代国家テロ対策センター（NCTC）センター長などを歴任した。
ニュージャージー州ノースバーゲン生まれ。
1977年にフォーダム大学で政治学を学び、カイロアメリカン大学でアラビア語を学び、1980年テキサス大学で中東研究の修士課程修了。CIAに入局する際に面接試験で嘘発見器のポリグラフを受け、ウォーターゲート事件での既成政治への反発から学生時代にアメリカ共産党のアメリカ合衆国大統領候補に投票した過去を述べるもCIAに採用されたことからCIAは自由を重んじる組織と見直すようになったと回顧して話題となった。アラビア語に堪能で中東研究者としての知識を活かし、サウジアラビアなどで25年間勤務。情報分析官、リヤド支局長、CIA長官補佐官などを歴任。
2004年8月にジョージ・W・ブッシュ大統領の創設した国家テロ対策センター（NCTC）のセンター長に就任し、2005年8月まで務めた。
2009年1月から2013年3月まで、バラク・オバマ政権1期目の国土安全保障・テロ対策担当補佐官を務め、オバマ政権で始まった無人機による標的殺害作戦「ディスポジション・マトリックス」（通称キルリスト）を発案し、また、2011年5月のウサーマ・ビン・ラーディンの殺害作戦で大きな役割を果たした。ブッシュ政権時代にテロ容疑者に対するウォーターボーディング（水責め）など過酷な尋問を擁護したと批判を浴び、当初のCIA長官および国家情報長官の候補から外された。その後、2013年3月に中央情報局(CIA)長官に選ばれ、オバマ政権からドナルド・トランプ政権に交代する2017年1月まで務めた。
2018年10月25日、BBCによると、デビー・ワッサーマン・シュルツの名前を騙ったパイプ爆弾の爆発物が、ヒラリー・クリントン、バラク・オバマ、CNN、ジョン・オーウェン・ブレナンCIA長官、エリック・ホルダー司法長官、ジョージ・ソロスに送られたが爆発しなかった。10月26日にFBIは指紋からフロリダ州在住の熱烈なドナルド・トランプ支持者の56歳の男シーザー・セヨクを逮捕した。